# 날개콩

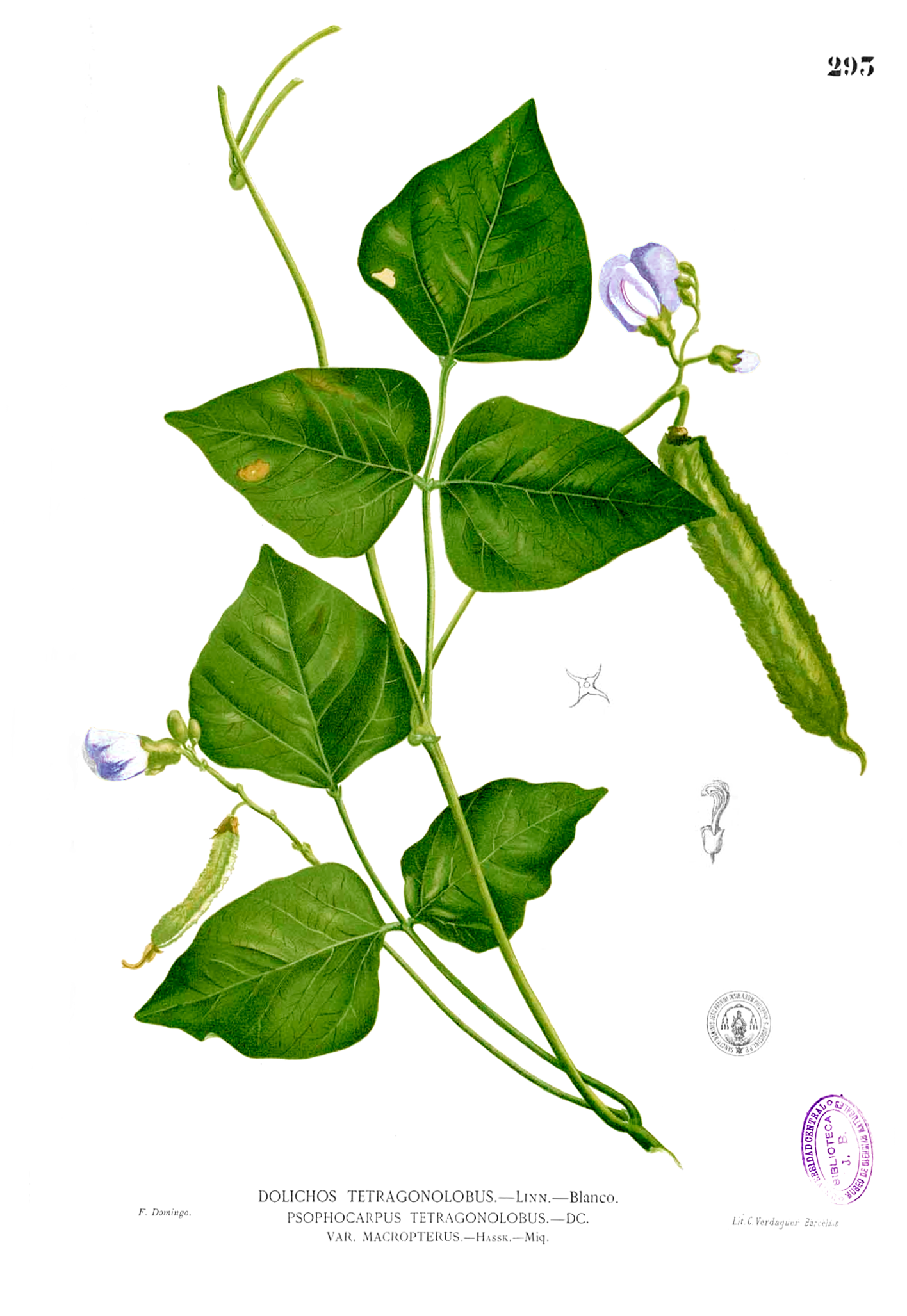

날개콩, 윙드빈(winged bean), 프소포카르푸스 테트라고놀로부스(Psophocarpus tetragonolobus)는 열대 초본협과식물이다. 뉴기니가 기원인 것으로 추정된다.
남아시아, 동남아시아의 덥고 습기가 있는 국가들에서 잘 성장한다. 동남아시아와 파퓨아뉴기니에서는 잘 알려져 있기는 하지만 소규모로만 경작된다. 날개콩은 다양한 용도와 질병 저항을 목적으로 동아시아의 농부들과 소비자들에게 널리 인식되어 있다. 날개콩은 영양가가 충분하며 모든 식물 부위를 먹을 수 있다. 잎은 시금치처럼 먹을 수 있고 꽃은 샐러드에 사용할 수 있으며 덩이줄기는 날로 먹거나 조리해서 먹을 수 있으며 씨는 대두와 비슷한 방식으로 사용이 가능하다.

## 같이 보기
- 풋강낭콩
- 공심채